# Takanakuy
Il Takanakuy (dal quechua "colpire") è una festa locale con cadenza annuale tenuta ogni 25 di dicembre dagli abitanti della provincia di Chumbivilcas in Perù. L'usanza iniziò a Santo Tomás, il capoluogo del Chumbivilcas, e gradualmente si espanse in villaggi e città arrivando fino a Lima e Cuzco. La festività consiste in balli e combattimenti individuali per risolvere vecchi conflitti o semplicemente esibire la propria virilità.

## Usanze

### Vestiti
Durante la cerimonia, cinque tipologie di personaggi tradizionali vengono rappresentati in modo da simboleggiare i ruoli corrispondenti nella cultura andina. La maggior parte dei vestiti è basata sugli indumenti tradizionali dei cavalieri e delle maschere colorate peruviane, caratteristiche di questa area geografica. Le maschere hanno colori, disegni e tessiture diversi.
Majeno
Il majeno è il livello di base nel vestiario tradizionale dei cavalieri e dei cavalli stessi. Con majeta si definisce una persona che vive sulle rive del fiume Majes nelle Ande, su cui è basato l'abbigliamento del personaggio: pantaloni di lana, cappelli di pelle e giacche tradizionali peruviane, con corna di toro svuotate come contenitori di liquidi e alcool. La maschera peruviana caratteristica è invece chiamata uyach'ullu, ed è caratterizzata da simboli astratti associati a quattro colori (rosso, verde, giallo e bianco) che rappresentano i rispettivi quadranti dell'universo. Lo scopo principale di queste maschere è tuttavia quello di nascondere l'identità dei combattenti, in modo da prevenire tensioni che potrebbero persistere durante gli anni.
Quarawatanna
Il quarawatanna consiste del vestito tradizionale majeta insieme a una giacca di pelle, pantaloni lunghi di pelle con frange e un teschio di cervo o un uccello sulla testa. La maggioranza dei giovani nelle comunità indigene peruviane sceglie questo tipo di abbigliamento per via del suo fattore intimidatorio.
Negro
Il negro rappresenta la figura dello schiavista durante il periodo coloniale; è caratterizzato da stivali di pelle lunghi sino al ginocchio, pantaloni colorati, maglietta e panciotto, un mantello di seta dipinto in azzurro o in rosa e una corona sormontata da una stella e costituita di carta brillante e piegata ai lati. Il negro tipicamente balla in cerchi come un gallo, l'animale spirituale associato al personaggio; questa tipologia di vestito è tradizionalmente riservata agli uomini più ricchi delle comunità, e serve da contrasto con l'archetipo del majeno ubriacone. Con il passare del tempo, il negro divenne quindi più il costume associato alla ricchezza che al combattimento. 
Lango
Con langos in peruviano s'intendono le locuste, e questo costume è disegnato in modo da rappresentarle. Il vestito è fatto da materiale brillante, e spesso chi lo indossa utilizza uccelli morti in modo da rappresentare le carestie che le locuste portarono in queste aree del Perù negli anni Quaranta.
Q'ara Gallo
Il q'ara gallo non ha una tipologia definita di vestiario basata sulla cultura andina, e prende parte soltanto alle processioni ma non ai combattimenti cerimoniali.

### Lotta
La processione verso il luogo del combattimento rituale inizia con un canto in falsetto, utilizzato per lo più da tenori di sesso maschile per cantare in modo più acuto, lungo le strade del paese. La processione stessa è gestita dalle famiglie locali, come un rito di iniziazione per i bambini e i ragazzi che vedranno più tardi i combattimenti, spesso violenti. I bambini vengono inoltre travestiti per l'occasione, solitamente in modo che assomiglino ai personaggi interpretati dai rispettivi padri.
Lo scopo del rituale di combattimento è quello di sedare conflitti tra individui e famiglie, ma non manca l'occasione di trovare soluzioni a conflitti territoriali sviluppatisi durante l'anno appena trascorso. Lo stile di combattimento usato durante la festa è simile alle arti marziali, coinvolgendo pugni, calci e velocità nei movimenti.
I combattenti iniziano chiamando i loro avversari per nome e cognome, procedendo poi nel centro dell'area dove si svolge la lotta. Gli uomini devono proteggere le mani con tessuti di vario tipo prima che il combattimento inizi; sono proibiti morsi, strattonamenti di capelli o aggressioni a chi è in terra. Il vincitore è conseguentemente scelto o tramite ko o per intervento di un ufficiale preposto: durante il Takanakuy infatti sono presenti "ufficiali" anziani che impiegano fruste per tenere il pubblico sotto controllo. All'inizio e alla fine del combattimento è richiesto che i due partecipanti alla lotta si abbraccino o si stringano la mano.
C'è anche la possibilità che il perdente non sia d'accordo con l'opinione degli ufficiali; in tale caso, egli può chiedere la ripetizione del combattimento. In comunità locali come quella di Santo Tomás, il Takanakuy serve anche a simboleggiare il livello di virilità dei singoli adulti.

### Musica
Il genere musicale suonato durante il Takanakuy è conosciuto come waylilla o wayliya. Questa musica nacque negli anni Sessanta come parte del movimento ideologico di resistenza Taki Unquy; i testi, di conseguenza, ruotano attorno a tematiche di libertà, rifiuto dell'autorità e guerra. I ritornelli sono solitamente ripetuti senza una fine precisa lungo la processione versio il centro delle città; nelle credenze indigene peruviane, questo rituale di ballo e canto ha il valore di trasformazione interiore in una nuova persona.

### Alcool
Giorni prima che il Takanakuy abbia inizio, sono previste sessioni di bevute comunitarie e nel giorno stesso della celebrazione tutto il villaggio è chiamato a far colazione assieme nella chiesa locale e a bere prima dell'inizio dei combattimenti. L'alcool è inoltre utilizzato dai combattenti dopo la lotta, in modo da ridurre il dolore subito.

### Geografia
Il Takanakuy viene principalmente celebrato nelle Ande peruviane, nell'attuale provincia di Chumbivilcas la quale dai 300 abitanti registrati arriva a raccoglierne più di 3000 per assistere ai combattimenti a cadenza annuale. C'è una seconda celebrazione che si svolge il giorno successivo a Natale nel villaggio di Llique, nella provincia di Cuzco, dove i migliori combattenti di vari villaggi indigeni si riuniscono in modo da rilasciare l'energia negativa repressa tra uomini, donne e bambini. In queste comunità, non c'è né polizia né coscrizione militare e nemmeno una copertura governativa, ma il Takanakuy si è progressivamente diffuso, verso la fine del Novecento, anche in aree più urbanizzate come Lima e Cuzco.

### Date
La pratica indigena originale stabilisce che la data del 25 dicembre sia quella da scegliere ogni anno, nonostante localmente la stessa data non venga vista come il giorno di Natale. Un insegnante di Santo Tomás ebbe a sottolineare il significato di una cerimonia violenta in un giorno che comunque è percepito come pacifico, dando rilevanza al ruolo del Takanakuy nel risolvere ogni tipo di conflitto e come una sorta di catarsi sociale.

## Contemporaneità
Nonostante il governo peruviano abbia più volte tentato di sradicare il Takanakuy, la festa ha avuto risonanza anche nelle aree urbane nei dintorni di quelle indigene dove è praticata. Dalla fine del Novecento, anche cittadini peruviani che non hanno un'origine etnica indigena partecipano alla cultura precolombiana; il Takanakuy ha anche superato barriere di classe arrivando a coinvolgere i ceti medio-alti della popolazione peruviana.